# Margareta Momma
Anna Margareta Momma, geborene von Bragner (* 1702 in den Niederlanden; † 23. November 1772 in Stockholm), war eine niederländisch-schwedische Verlegerin, Chefredakteurin und Journalistin. Sie war Chefredakteurin und Herausgeberin des politischen Essays Samtal emellan Argi Skugga och en obekant Fruentimbers Skugga (1738–1739) sowie Chefredakteurin und Herausgeberin der Stockholm Gazette (1742–1752). Chronologisch gesehen kann sie als die erste nachweisbare Journalistin in Schweden gelten.

## Leben
Margareta Momma wurde in den Niederlanden geboren, möglicherweise als Nachfahrin französischer Hugenotten.
Im Jahr 1735 heiratete sie den schwedischen Verleger Peter Momma († 1772), der selbst aus einer schwedischen Familie niederländischer Herkunft stammte, und sie ließen sich in der schwedischen Hauptstadt Stockholm nieder. Sie war die Mutter von Petter (1738–1758), Wilhelm (1740–1772) und Elsa Momma (1744–1826). Peter Momma war Inhaber der königlichen Druckerei und Herausgeber und Redakteur populärer Zeitungen wie der Stockholm Gazette (1742) und des Stockholms Weckoblad (1745), und sie spielte eine aktive Rolle als seine Geschäftspartnerin.
Momman wurde als Autorin des schwedischsprachigen Essay Samtal emellan Argi Skugga och en obekant Fruentimbers Skugga („Gespräch zwischen dem Schatten des Argus und dem fremden Schatten einer Frau“), auch einfach Samtal („Gespräch“) genannt, identifiziert, der zu ihrem bekanntesten Werk geworden ist. Als weibliche Journalistin war sie eine Seltenheit in Europa und möglicherweise die erste identifizierbare in Schweden. Der Essay erregte im zeitgenössischen Schweden großes Aufsehen, aber die Autorin war zu Lebzeiten anonym und unbekannt. Der Essay erschien als Zeitschrift in zehn Ausgaben im Zusammenhang mit dem Reichstag von 1738–1739 veröffentlicht. Essays waren als „Meinungszeitschrift“ eine neue Medienform im zeitgenössischen Europa, und die Autorin war eine der ersten, die diese Medienform in Schweden einführte. Die Ausgabe erfolgte zeitgleich mit ähnlichen Publikationen in Schweden wie Skuggan Af den döda Argus (Der Todesschatten des Argos), Samtal, I The Dödas Rijke, Emellan Den Sedo-Lärande Mercurius (Gespräch, im Totenreich, mit dem lehrreichen Mercurius) und Den Swänska Argus, und wurde wahrscheinlich von ihnen inspiriert.
Die Essays im Samtal diskutierten über Außenpolitik, Sozialpolitik, Moral, Unabhängigkeit und Themen des Zeitalters der Aufklärung. Die Aufsatznummern wurden in Form eines fiktiven argumentativen Gesprächs – daher der Name des Papiers – zwischen zwei fiktiven Figuren, der männlichen Argi skugga („Schatten des Argos“) und der weiblichen Fruentimbers skugga („Schatten einer Frau“), zu verschiedenen Themen verfasst. Manchmal nehmen auch andere Figuren an den Gesprächen teil, wie zum Beispiel Muselmanen („Der Moslem“) und Philosophen („Der Philosoph“). Kritik an der katholischen Kirche im Rahmen der Aufklärung, die bis dahin in Schweden unüblich, in den Niederlanden jedoch üblich war, wurde häufig vorgetragen. In den Gesprächen warb der Essay für Rede- und Religionsfreiheit, sprach sich dafür aus, Wissen in die schwedische Sprache zu übersetzen, um es mehr Menschen zugänglich zu machen, anstatt den Großteil dieser Literatur in den Universitäten auf Fremdsprachen zu beschränken, und forderte, dass auch Frauen eine höhere Bildung erhalten und an öffentlichen Debatten teilnehmen sollten. Momma persifliert die Briefe einiger Leser, die den Gedanken einer Frau, die über Philosophie diskutiert, kritisieren. Stark von den kontinentalen Ideen der Aufklärung beeinflusst, galt sie als radikal und fortschrittlich und geriet in Konflikt mit den zeitgenössischen Zensurgesetzen. Sie wurde zwar nicht von der Zensur verboten, aber aus unbekannten Gründen nach zehn Ausgaben im Jahr 1739 eingestellt, obwohl weitere Ausgaben geplant waren.
Während den Frihetstiden („Zeitalter der Freiheit“ in Finnland und Schweden zwischen dem Tof Karl XII. 1718 und der Machtübernahme von Gustav III. 1772) im 18. Jahrhundert gab es in Schweden mehrere Publikationen von und für Frauen, die – abgesehen von den üblichen Themen des Zeitalters der Aufklärung – die Rechte und die Stellung der Frau in der Gesellschaft diskutierten und in Frage stellten, oft in Form von Essays, Briefen und fiktiven Gesprächen, von denen die Veröffentlichung von Margareta Momma wohl die erste war. Die meisten schwedischen Journalistinnen und Schriftstellerinnen des 18. Jahrhunderts schrieben unter Pseudonym (normalerweise ein französischer Name), und nur wenige konnten identifiziert werden.
Momma wurde auch als Herausgeberin der französischsprachigen Ausgabe der Stockholm Gazette identifiziert, die sie zwischen 1742 und 1752 herausgab. Im Jahr 1772 starb sie zusammen mit ihrem Ehemann und ihrem letzten Sohn, und das Familienunternehmen wurde von ihrer Tochter Elsa übernommen.
Seit 2015 wird vom Verlegerband Schwedens (Utgivarna) der Mommapriset für die besondere Wahrnehmung der verlegerischen Verantwortung für freien Meinungsaustausch und umfassende Information verliehen.